# Pryteria colombiana
Pryteria colombiana är en fjärilsart som beskrevs av Rothschild 1933. Pryteria colombiana ingår i släktet Pryteria och familjen björnspinnare. Inga underarter finns listade i Catalogue of Life.